# Milton "Chocolate" Flores
Milton Javier Flores Miranda (5 de diciembre de 1974 - 19 de enero de 2003) fue un jugador de fútbol hondureño, conocido como "El Chocolate" Flores.

## Biografía
Milton Javier Flores Miranda, nació el 5 de diciembre de 1974 en la ciudad de La Lima, departamento de Cortés en la república de Honduras; Falleció el 19 de enero de 2003 asesinado en la ciudad de San Pedro Sula, Cortés a la edad de 28 años. 
La Familia de Milton residía cercano al Parque de recreación deportiva denominada "Polideportivo Chulavista" de allí su inclinación al deporte y comenzando a jugar béisbol; más tarde se descubrió como talentoso portero jugando al fútbol. Asistió a la escuela primaria General Manuel Bonilla, de la localidad, allí conoció a uno de sus mejores amigos como lo es Carlos Pavón, fueron compañeros del equipo "Mosquito." allí sus amigos le apodaron "El Chocolate" luego ascendió a los equipos juveniles del Real Club Deportivo España al cual sus fanes le idolatraban, debido a sus excelentes actuaciones con el equipo. 

### Selección nacional de Honduras 1996-2001
Milton "Chocolate" Flores fue convocado como portero para la Selección de fútbol de Honduras, en los Juegos Paramericanos celebrados en Mar del Plata, Argentina, donde frente a la Selección de fútbol de Brasil, detuvo 3 penaltis y anotó el gol que pasó a Honduras a la siguiente etapa. Después de ese emotivo resultado, "chocolate" bailó "punta" como una celebración. 
Milton era el portero titular de la Selección Nacional de Fútbol de Honduras, en el partido que ganó el equipo hondureño al combinado de la Selección de fútbol de México por primera vez en la historia en una fase de clasificación para el Mundial; al final del juego, en una entrevista del comentarista hondureño de Canal 5 Ingeniero Salvador Nasralla, el llanto de la emoción del triunfo se lo dedicó a su madre, que había muerto años antes.

### Partidos oficiales disputados[1]
| Copa del Mundo | Lugar            | fecha                    | partido                     | etapa       |
| 1998           | Kingston         | 15 de septiembre de 1996 | Jamaica 3 – 0 Honduras      | semifinales |
| 1998           | San Pedro Sula   | 21 de septiembre de 1996 | Honduras 2 – 1 México       | semifinales |
| 1998           | Kingstown        | 13 de octubre de 1996    | San Vicente 1 – 4 Honduras  | semifinales |
| 1998           | San Pedro Sula   | 26 de octubre de 1996    | Honduras 0 – 0 Jamaica      | semifinales |
| 1998           | Ciudad de México | 6 de noviembre de 1996   | México 3 – 1 Honduras       | semifinales |
| 1998           | San Pedro Sula   | 17 de noviembre de 1996  | Honduras 11 – 3 San Vicente | semifinales |
| 2002           | Kingstown        | 14 de noviembre de 2000  | San Vicente 0 – 7 Honduras  | semifinales |
| 2002           | Tegucigalpa      | 1 de julio de 2001       | Honduras 2 – 3 Costa Rica   | ronda final |

Milton "Chocolate" Flores, como portero y representando los colores patrios hondureños, nunca fue al mundial de fútbol, pero continuó defendiendo la portería de su equipo el Real Club Deportivo España.

### Publicidad
En la década de los noventa Milton "Chocolate" Flores, fue imagen publicitaria de la bebida Chocosula de una empresa láctea hondureña.

### Su asesinato
Milton Flores fue asesinado la madrugada del 19 de enero de 2003 mediante seis disparos de armas automáticas cuando estaba supuestamente en un acto sexual en su coche aparcado en el Barrio la Unión, una zona roja de la ciudad de San Pedro Sula. Después del tiroteo, trató de conducir su vehículo a un hospital, pero chocó contra un árbol, donde falleció. Alternativamente, existe otra versión en la que se indica que Flores estaba transitando por un vecindario de la ciudad notoriamente criminal, donde unos pandilleros confundieron su automóvil con el de un rival y comenzaron a dispararle, siendo por lo tanto una víctima colateral.
Su velorio se llevó a cabo en el "Polideportivo Chulavista", con la asistencia masiva de aficionados, por lo que es uno de los funerales más notables jamás en Honduras. Los jugadores de fútbol, amigos, periodistas de televisión de canales nacionales e internacionales y familiares se reunieron para despedirse. Fue enterrado en el cementerio General de La Lima Nueva, junto al de su madre.

## Homenaje
El estadio de fútbol de la ciudad de La Lima, Cortés fue rebautizado con su nombre. 